# Лекханья, Джастин
Джастин Метсинг Лекханья (англ. Justin Metsing Lekhanya; 7 апреля 1938, Тхаба-Цека, Басутоленд — 20 января 2021, Масеру Лесото) — лесотский политический, государственный и военный деятель, премьер-министр Лесото (24 января 1986-2 мая 1991), министр обороны Лесото, председатель Военного совета королевства Лесото, Генерал-майор (1975).

## Биография
Получил начальное и среднее образование в школе при римско-католической церкви. Работал шахтёром в Южной Африке. С 1960 года служил в конной полиции Басутоленда. Был единственным офицером, возглавлявшим взвод военизированного полицейского мобильного подразделения сразу после его формирования в 1965 году. В начале 1970-х годов проходил обучение в полицейских академиях в Южной Африке и Родезии (Зимбабве), затем возглавил командование Конной полиции в звании генерал-майора (1975). Принимал участие в её преобразовании в Военизированные силы Лесото, ныне известные как Вооружённые силы Лесото.
В январе 1986 года организовал и возглавил военный переворот, в результате которого был свергнут режим премьер-министра Леабуа Джонатана. После этого занял пост премьер-министра Лесото. В должности премьер-министра пытался наладить отношения с Южно-Африканской Республикой, которые были испорчены из-за поддержки Джонатаном Африканского национального конгресса. Сначала новый премьер-министр предоставил королю Лесото Мошвешве II более широкие полномочия, впрочем, впоследствии между ними начались споры и, в конце концов, в 1990 году Лекханья сверг монарха. Однако уже в следующем году генерал стал жертвой военного переворота и был вынужден покинуть кресло премьер-министра.
Продолжил политическую деятельность и ушёл в оппозицию. В 1993 году участвовал в парламентских выборах, но потерпел неудачу. В 1999 году возглавил оппозиционную Национальную партию Басуто (Basotho National Party).
На состоявшихся в 2002 году парламентских выборах он вновь потерпел поражение от представителя проправительственного Конгресса за демократию. Тем не менее, все же вошёл в состав Национального собрания Лесото по пропорциональной системе.
В мае 2006 года его депутатский мандат был временно приостановлен, якобы из-за запугивания председателя Национального собрания. Вместе с ним были отстранены ещё несколько членов Национальной партии Басуто. В 2010 году после вынесения вотума недоверия Лекханья потерял должность лидера партии.
20 января 2021 года Лекганья скончался в больнице в Масеру.